# Atto di abiura
Io Galileo, fig.lo del q. Vinc.o Galileo di Fiorenza, dell'età mia d'anni 70, constituto personalmente in giudizio, et inginocchiato avanti di voi Emin.mi et Rev.mi Cardinali, in tutta la Republica Christiana contro l'heretica pravità generali Inquisitori; havendo davanti gl'occhi miei li sacrosanti Vangeli, quali tocco con le proprie mani, giuro che sempre ho creduto, credo adesso, e con l'aiuto di Dio crederò per l'avvenire, tutto quello che tiene, predica et insegna la S.a Cattolica et Apostolica Chiesa. Ma perché da questo S. Off.o, per haver io, dopo d'essermi stato con precetto dall'istesso giuridicamente intimato che omninamente dovessi lasciar la falsa opinione che il sole sia centro del mondo e che non si muova e che la terra non sia centro del mondo e che si muova, e che non potessi tenere, difendere né insegnare in qualsivoglia modo, né in voce né in scritto, la detta falsa dottrina, e dopo d'essermi notificato che detta dottrina è contraria alla Sacra Scrittura, scritto e dato alle stampe un libro nel quale tratto l'istessa dottrina già dannata et apporto ragioni con molta efficacia a favor di essa, senza apportar alcuna solutione, sono stato giudicato vehementemente sospetto d'heresia, cioè d'haver tenuto e creduto che il sole sia centro del mondo et imobile e che la terra non sia centro e che si muova;
Pertanto, volendo io levar dalla mente delle Eminenze V.re e d'ogni fedel [p. 147 modifica]Christiano questa vehemente sospitione, giustamente di me conceputa, con cuor sincero e fede non finta abiuro, maledico e detesto li sudetti errori et heresie, e generalmente ogni et qualunque altro errore, heresia e setta contraria alla S.ta Chiesa; e giuro che per l'avvenire non dirò mai più nè asserirò, in voce o in scritto, cose tali per le quali si possa aver di me simile sospitione; ma se conoscerò alcun heretico o che sia sospetto d'heresia, lo denontiarò a questo S. Offitio, o vero all'Inquisitore o Ordinario del luogo dove mi trovarò.
Giuro anco e prometto d'adempire et osservare intieramente tutte le penitenze che mi sono state o mi saranno da questo S. Off.o imposte; e contravenendo ad alcuna delle dette mie promesse e giuramenti, il che Dio non voglia, mi sottometto a tutte le pene e castighi che sono da' sacri canoni et altre constitutioni generali e particolari contro simili delinquenti imposte e promulgate. Così Dio m'aiuti e questi suoi santi Vangeli, che tocco con le proprie mani.
Io Galileo Galilei sodetto ho abiurato, giurato, promesso e mi sono obligato come sopra; et in fede del vero, di mia propria mano ho sottoscritta la presente cedola di mia abiuratione et recitatala di parola in parola, in Roma, nel convento della Minerva, questo dì 22 giugno 1633.
Io Galileo Galilei ho abiurato come di sopra, mano propria.
L'atto di abiura (dal latino ab iurare, rinnegare un giuramento) è un documento utilizzato in varie epoche con il quale, per diverse ragioni, un soggetto (o un gruppo di persone) formalizza con una dichiarazione il rinnegamento di una precedente appartenenza ad un'ideologia o, più frequentemente, ad una religione. Il rilascio di un simile documento è in genere richiesto, sollecitato, estorto o proprio imposto a fini politici o di propaganda.

## Storia dell'istituto
Già in età romana la persecuzione contro le clandestine adesioni al vietato Cristianesimo prevedeva la richiesta di un'abiuratio espressa con atto solenne orale, rifiutato da molti martiri.
Tra i più noti atti d'abiura si ricorda quello sottoscritto il 22 giugno 1633 da Galileo Galilei dinanzi alla Santa Inquisizione.
L'Inquisizione ottenne molti atti d'abiura, talvolta anche più d'uno, come (nel 1547) da Francesco Spiera, avvocato del padovano che aveva osato effettuare una traduzione libera del Pater noster e che dopo la seconda abiura vide la sua salute cadere repentinamente sino a morirne poco dopo. Diffusa dai racconti di Pier Paolo Vergerio, la sua vicenda fu ampiamente propalata in tutta Europa, come misterioso e deterrente monito.
Nelle procedure "giudiziarie" dell'Inquisizione, peraltro, l'atto di abiura era un istituto dettagliatamente descritto in alcune bolle post-tridentine, emanate a partire dal 1542, anno di quel concilio; in materia, fu papa Paolo IV a rilasciare la bolla Cupientes Judaeos, sulla conversione forzosa degli ebrei, mentre fu di papa Giulio III la Illius qui, del 1550.
Il significato dell'atto però non è solamente religioso. Nel 1581 le Province dei Paesi Bassi (Olanda, Zelanda, Gheldria, Utrecht, Frisia, Overijssel e Groninga) sottoscrissero un atto d'abiura col quale cessarono di riconoscere la sovranità della Spagna di Filippo II, dando vita alla Repubblica delle Sette Province Unite.
Nel diritto inglese esisteva l'abjuration of the realm, una sorta di rinuncia alla cittadinanza ed impegno solenne ad un esilio volontario.
Nell'Ottocento il governo della Cina richiedeva tale atto da coloro che fossero risultati aderenti al Cristianesimo che i missionari portavano nella regione, a pena di torture o di uccisione.
Nell'Islam l'atto di abiura è invece la dichiarazione con la quale si intende negare o sconfessare una presunta precedente ash-shahâda, cioè la professione di fede con la quale si entra a far parte della religione musulmana. Di questa dichiarazione è stata da taluni osservata una certa analogia con la pratica dello sbattezzo, riguardante la religione cattolica.
Durante la seconda guerra mondiale fu data l'opportunità ai Testimoni di Geova nei lager nazisti di essere liberati dopo aver rinnegato con un atto di abiura le loro credenze e a patto di diventare soldati dell'esercito. Pochissimi cedettero a questo ricatto.